# Hanseatische Rechtsanwaltskammer Hamburg
Die Hanseatische Rechtsanwaltskammer Hamburg (RAK) ist eine von 28 Rechtsanwaltskammern in Deutschland. Sie ist eine Körperschaft des öffentlichen Rechts und hat ihren Sitz in Hamburg. Die Hanseatische Rechtsanwaltskammer Hamburg ist die Selbstverwaltungsorganisation der Hamburger Rechtsanwaltschaft. Alle in Hamburg zugelassenen Rechtsanwälte sowie die Hamburger Rechtsanwaltsgesellschaften sind kraft Gesetzes Mitglieder der Rechtsanwaltskammer.
Die Hanseatische Rechtsanwaltskammer Hamburg ist fachlich und organisatorisch unabhängig, sie untersteht lediglich der Rechtsaufsicht der Justizbehörde der Freien und Hansestadt Hamburg.
Zu den wesentlichen Aufgaben der Rechtsanwaltskammer zählen:
- die Berufsaufsicht über ihre Mitglieder,
- die Verleihung von Fachanwaltsbezeichnungen,
- die Abnahme der Abschlussprüfung im staatlich anerkannten Ausbildungsberuf Rechtsanwaltsfachangestellter,
- die Vermittlung bei Meinungsverschiedenheiten zwischen Rechtsanwälten sowie zwischen Rechtsanwälten und ihren Mandanten insbesondere bei Gebührensachen,
- die Vertretung der anwaltlichen Interessen gegenüber Politik, Staat und Gesellschaft.

Das Präsidium und der Vorstand der Hanseatischen Rechtsanwaltskammer setzen sich aus ehrenamtlich tätigen Rechtsanwältinnen und Rechtsanwälten zusammen. Der Vorstand wird von den Mitgliedern der Kammer auf ihrer Versammlung gewählt, der Vorstand wiederum wählt aus seiner Mitte ein Präsidium. Derzeitiger Präsident ist Christian Lemke.